# Саша Лусс
Саша Лусс (нар. 6 червня 1992, Магадан, Росія) — російська топ-модель та акторка. 

## Біографія
Саша Лусс народилася 6 червня 1992 року в Магадані. Переїхала в Москву. Мати Саші працювала лікаркою-гастроентерологинею. У дитинстві Лусс займалася балетом, брала участь у різноманітних танцювальних конкурсах, на одному з яких їй запропонували спробувати себе в модельному бізнесі.
Вступила в університет Кембриджу на факультет історії літератури.

## Кар'єра
Кар'єру моделі почала в 15 років у відомому модельному агентстві Avant Models (материнське агентство). У 2012 році знялася для каталогу Bohemique. Фотографії потрапили в каталог бренду, після чого їх помітив Карл Лагерфельд і запросив модель взяти участь у показі осінньо-зимової колекції Chanel. У 2014 році Саша Лусс знялася для календаря Pirelli. Брала участь у зйомках для обкладинки святкового вересневого номера Vogue Italia на честь 50-річчя журналу з такими моделями як Лінда Євангеліста, Наомі Кемпбелл, Адріана Ліма, Кендіс Свейнпол, Карен Елсон, Наталія Водянова, Ембер Валлетта, Лія Кебеде, Коко Роша, Наташа Полі, Стелла Теннант, Джордан Данн, Гіларі Рода.
На січень 2015 року входила в категорію найбільш затребуваних моделей за версією сайту models.com. Є обличчям лінії Dior Beauty, а також Carolina Herrera.
У 2017 році вийшов фільм Люка Бессона «Валеріан і місто тисячі планет», в якому Саша зіграла епізодичну роль принцеси Ліхо-Міни (англ. Lihö-Minaa). Також виконала головну роль у бойовику Бессона «Анна» (2019). Знялася в фільмі «Флірт з Дияволом» (2022).